# Gabriel Burns
Gabriel Burns war eine Mystery-Thriller-Hörspielserie des Labels Decision Products.
Produzent und Regisseur war Volker Sassenberg, Idee und Konzept stammten von Autor Raimon Weber und Volker Sassenberg. Die erste Folge erschien 2003. Nachdem Raimon Weber nach 16 Folgen das Projekt verlassen hatte, war Andreas Gloge für die Hörspielmanuskripte verantwortlich.
Aufgrund langwieriger Rechtsstreitigkeiten zwischen Universal Music Group und Volker Sassensbergs Produktionsfirma Decision Products erschienen zwischen 2010 und 2013 keine neuen Hörspiele. Nach einem Wechsel des Vertriebspartners erschienen seit 2013 neue Folgen unter Sony Music Entertainment, Ende 2014 wurde allerdings die Produktion aus unbekannten Gründen wieder eingestellt. In einem Interview gab Sassenberg bekannt, dass weitere Folgen von Gabriel Burns 2018 erscheinen würden, was aber nicht geschehen ist.

## Inhalt
Inhalt des Hörspiels ist die Geschichte des Taxifahrers Steven Burns aus Vancouver in Kanada, der eines Tages von einem geheimnisvollen Fremden, der sich selbst Bakerman nennt, dazu gebracht wird, sich als Detektiv eines mysteriösen Falles anzunehmen. Bisher lässt sich erkennen, dass die Suche nach Unsterblichkeit das zentrale Motiv der Serie ist. Daneben existieren noch weitere ungelöste Rätsel, wie die Identität von Mr. Bakerman oder das Verschwinden von Stevens Bruder Daniel vor dem Beginn der Serie.
Alle bisher erschienenen Folgen aus der Serie sind inhaltlich zusammenhängend und bauen aufeinander auf. Wegen der düsteren Atmosphäre ist das Hörspiel für Kinder kaum geeignet und die Altersfreigabe ab 12 wird von Fans oft als Running Gag bezeichnet.

## Personen

### Steven Burns
Steven Burns ist ein 34-jähriger Schriftsteller aus Vancouver, der sich wegen mangelnden Einkommens als Taxifahrer seinen Lebensunterhalt verdient und Romane schreibt, die über den Kochbuchverlag von Sonny Heseltine veröffentlicht werden. In der ersten Folge gerät er durch eine Falle unter Mordverdacht und wird von Bakerman, dem Drahtzieher des Komplotts, dazu gezwungen, für diesen zu arbeiten. Steven hat mittels bisher unkontrollierbarer telekinetischer Kräfte seinen Bruder Daniel an dessen viertem Geburtstag während der Vorführung eines Zaubertricks verschwinden lassen. Seither lassen ihn die Ereignisse von damals nicht los. Deren Aufklärung ist auch ein Grund, warum Steven beginnt, für Bakerman zu arbeiten, denn dieser gibt vor, etwas darüber zu wissen.

### Bakerman
Bakerman, geboren 1882, ist ein kleiner glatzköpfiger Mann und als Chef einer ominösen Organisation Arbeitgeber von Joyce, Larry und Steven. In den ersten Folgen erfährt man, dass er es als ehemaliger kanadischer Regierungsbeamter zu viel Geld und Einfluss gebracht hat. Er starb fast bei dem Versuch, einem Senussi-Mädchen das Leben zu retten. Zum Dank wurde er durch Ila al Khalf, das Elixier der Rückkehr, so gut wie unsterblich, doch die Wirkung dieser geheimnisvollen Essenz verfliegt nach langer Zeit.

### Joyce Kramer
Joyce Kramer, 29 Jahre alt, ist die einzige, die von Anfang an für die geheime Organisation von Mr. Bakerman arbeitet. Sie ist zur Hälfte eine Tlingit-Indianerin. Bakerman holte sie aus einer Nervenklinik, in der sie von ihrem 9. bis zum 21. Lebensjahr lebte, nachdem ihre Eltern auf geheimnisvolle Weise ins Koma gefallen sind.

### Larry Newman
Larry ist ein Forstbeamter, den Steven auf seiner ersten Mission für Bakerman in der ersten Folge im Norden Kanadas kennenlernt. Gemeinsam bestehen sie dieses Abenteuer und Larry beginnt aus freien Stücken, für Bakerman zu arbeiten.

### Luther Niles
Luther Niles war Mr. Bakerman zufolge für den kanadischen Geheimdienst tätig und kam bei einer Mission ums Leben. Demnach soll es sich bei den Personen, die sich im Laufe der Serie als Luther Niles ausgeben, um Klone des „echten“ Niles handeln. Diese treten als Widersacher der Gruppe um Bakerman auf und agieren als kaltblütige und routinierte Killer.

### Armintore Fink
Majore Fink ist mit seiner Organisation der Gegenspieler von Bakerman. Er war in den 1930er Jahren Offizier der italienischen Besatzungsarmee in Libyen. Dort trafen er und Bakerman während einer Expedition zu den Kufra-Oasen das erste Mal aufeinander. Beide kamen dabei mit Ila-al-Khalf, dem Elixier der Rückkehr, in Berührung und wurden dadurch unsterblich. Fink versucht, Bakerman zu beseitigen und seine Organisation zu unterwandern, indem er Larry Newman auf seine Seite ziehen will.

### Dorgan Fink
Dorgan ist der Sohn von Majore Armintore Fink. Seine Pläne und Absichten sind undurchsichtig, er scheint auf keiner der beiden Seiten zu stehen. So rettet er Larry Newman vor dem sicheren Tod, als dieser von Majore Fink gefangen gehalten wird. Später lockt er sowohl seinen Vater als auch Bakerman in eine tödliche Falle, der nur Bakerman lebendig entkommen konnte. Majore Fink findet dabei durch die daraus resultierenden Ereignisse sein Ende.

### Der Flüsterer
Die Identität des Flüsterers liegt zunächst ebenso im Dunkeln wie seine Motive. Im Laufe der Serie gewinnt man jedoch den Eindruck, dass er für Steven Burns einen Kontakt zur jenseitigen Welt darstellt und ihm als Beschützer zur Seite steht. Seine Identität wird in Folge 29 von ihm selbst gelüftet.

## Sprecher

### Stammbesetzung
Im komplexen Universum von Gabriel Burns lassen sich folgende Hauptcharaktere feststellen:
| Charakter     | Sprecher         |
| ------------- | ---------------- |
| Introerzähler | Hans Paetsch     |
| Erzähler      | Jürgen Kluckert  |
| Steven Burns  | Bernd Vollbrecht |
| Bakerman      | Ernst Meincke    |
| Joyce Kramer  | Bianca Krahl     |
| Larry Newman  | Björn Schalla    |

### Gastsprecher
Einen besonderen Reiz bieten zahlreiche Gastauftritte diverser Stars, so beispielsweise Jasmin Wagner (Blümchen) in Folge 1, Smudo (Die Fantastischen Vier) in den Folgen 10 und 11, Bela B. (Die Ärzte) in Folge 6, Flo (Sportfreunde Stiller), Patrice Bouédibéla (MTV), Alexander Beyer in Folge 5, Christian Rode (Sprecher in zahllosen Europa-Hörspielen), Jimmy Pop (Bloodhound Gang) in Folge 15, Titus Dittmann in Folge 28 und Martin Kesici in Folge 38.

## Folgenindex

### Hörspiele
| - 0 Die grauen Engel [Hörbuch] (2013) - 1 Der Flüsterer (2003) - 2 Die Brut (2003) - 3 Experiment Stille (2003) - 4 Angst aus Eis (2004) - 5 Nachtkathedrale (2004) - 6 Die Totenmaschine (2004) - 7 Die Fänge des Windes (2004) - 8 Nebelsee (2004) - 9 Am Grenzgebiet (2004) - 10 Diesseits der Kuppeln (2005) - 11 Welt der Dämmerung (2005) - 12 Die erste Erinnerung (2005) - 13 Die Kommission (2005) - 14 Die Verbündeten (2005) - 15 Ohne Bewusstsein (2005) - 16 Infektiös (2005) - 17 Was ist das Leben? (2006) - 18 Neun Morde (2006) - 19 Die welke Saat des Lotus (2006) - 20 Staub der Toten (2006) - 21 Zauberer (2006) - 22 In das Dunkel (2006) | - 23 Bereit (2007) - 24 Der erste der zehn (2007) - 25 … dem Winter folgte der Herbst (2007) - 26 R. (2007) - 27 Zwiespalt (2007) - 28 Im Kreis des Vertrauens (2008) - 29 Zwei Horizonte (2008) - 30 WEISS (2008) - 31 Rand der Gezeiten (2009) - 32 Die, die nicht bluten (2009) - 33 Schmerz (2009) - 34 Ich weiss, was Angst ist (2010) - 35 Das Haus der Seele (2010) - 36 Am Ende aller Tage (2013) - 37 Der Atem der Fahlen (2013) - 38 Der Tod ist eine Lektion (2013) - 39 Der Ruf des Leviathans (2013) - 40 Livrare opt [Soundtrack] (2013) - 41 Verehrung [Hörbuch] (2014) - 42 Träume vom Schneiden (2014) - 43 Fern von allen Tiefen (2014) - 44 Die Ewige Nacht der See (2014) - 45 Ich passe auf Dich auf (2014) | Boxset - Phase Fleisch – 1. CD-Box (Folge 1 bis 8 mit Poster) - Phase Fleisch – 2. CD-Box (Folge 9 bis 16 mit Sticker) - Phase Fleisch – 3.1 CD-Box (Folge 17 bis 23 mit Schlüsselband) - Phase Fleisch – 3.2 CD-Box (Folge 24 bis 30 mit Flagge) |
| Anmerkungen: 1. 2. 3. 4. 5. 6. | | |

### Taschenbücher
2007 erschienen im Ullstein Verlag drei Romane zur Serie. Autor ist Andreas Gloge. 2013 wurden die Bände als Hörbücher von Engelbert von Nordhausen eingelesen und in die Folgenzählung mit aufgenommen.
- Band 1: Die grauen Engel (2007)
- Band 2: Verehrung (2007)
- Band 3: Kinder (2007)

## Rechtsstreit
Aufgrund einer rechtlichen Auseinandersetzung zwischen dem Label Folgenreich und der Produktionsfirma Decision Products erschienen bis Ende 2012 keine neuen Folgen. Volker Sassenberg gab in einem Interview vom 1. Dezember 2012 bekannt, dass der Rechtsstreit beigelegt und mit der Veröffentlichung der bereits fertigen neuen Folgen von Gabriel Burns „demnächst“ zu rechnen sei. Die Serie wurde seit dem 19. April 2013 mit der Veröffentlichung der 36. Folge fortgeführt, pausiert aber seit Ende 2014 aus nicht näher bekannten Gründen wieder, obwohl auf der Produktionsseite zumindest noch vier weitere Folgen eingeplant sind. In einem Interview vom 20. Mai 2017 gab Volker Sassenberg bekannt, dass die Produktion von Gabriel Burns Ende 2017 fortgeführt werden soll. Bis zum Jahr 2024 ist allerdings keine neue Folge mehr erschienen.

## Trivia
- Das Gabriel-Burns-Intro wurde als eine seiner letzten Arbeiten vom „Märchenonkel der Nation“ Hans Paetsch gelesen.
- Die Charaktere Bakerman, Kramer und Newman haben in Folge 25 (Die Fiebrigen Tränen) der ebenfalls von Volker Sassenberg produzierten Hörspielserie Point Whitmark einen Gastauftritt. Die Gabriel-Burns-Folge 33, Schmerz, erzählt dieselbe Geschichte aus Sicht von Bakerman, Kramer und Newman; hier sind Point-Whitmark-Charaktere wie Derek Ashby, Jay Lawrence und Tom Cole Gäste.
- Auf der Anderswelt-Tour 2008 der Band Schandmaul wird das Intro eingespielt.
- Laut Vertrag sind voraussichtlich etwa 50 Folgen geplant; allerdings legt die voraussichtliche Länge des Coverrückenmotivs die Vermutung nahe, dass es dabei nicht bleiben wird.
- Auf dem Soundtrack auf der zweiten CD der zwölften Folge ist ein alternatives Intro enthalten, das ebenfalls von Hans Paetsch gelesen wurde.
- In der John-Sinclair-Parodie John Sinclair – Die Comedy von 2005 erklingt das Klavierjingle aus dem Intro als Klingelton von Jane Collins’ Handy.
- Die Fan-Community Experiment Stille wurde im Frühjahr 2016 eingestellt, nachdem die Macher die Hoffnung auf eine Weiterführung der Serie nach Folge 45 aufgegeben hatten.[6]

## Auszeichnungen
In den Jahren 2003–2008 wurde die Serie mit dem Hörspiel-Award ausgezeichnet.